# Yevgeni Aleinikov
Pour les articles homonymes, voir Aleïnikov.
Yevgeni Aleinikov (en russe : Евгений Васильевич Алейников), né le 29 mai 1967 à Ordjonikidze (république socialiste soviétique autonome d'Ossétie du Nord, RSFS de Russie, URSS) et mort le 7 décembre 2024, est un tireur sportif russe. 

## Carrière
Yevgeni Aleinikov participe aux Jeux olympiques de 2000 à Sydney où il remporte la médaille de bronze dans l'épreuve de la carabine 10 mètres. Il remporte également une médaille de bronze lors des Championnats du monde en 2002.

## Famille
Yevgeni Aleinikov est le mari de la tireuse sportive Lyubov Galkina.